# Gianluca Naso
Gianluca Naso (* 6. Januar 1987 in Trapani) ist ein ehemaliger italienischer Tennisspieler.

## Karriere
Gianluca Naso spielte hauptsächlich auf der ATP Challenger Tour und der ITF Future Tour.
Er konnte acht Einzel- und sechs Doppelsiege auf der Future Tour feiern. Auf der Challenger Tour gewann er einzig 2012 in San Benedetto ein Turnier im Einzel. Zweimal im Jahr 2008 sowie einmal 2013 kam er zu Doppeltiteln bei Challengers.
Auf 2012 datieren seine besten Platzierungen in der Weltrangliste. Im Einzel kam er bis auf Platz 175, im Doppel erreichte er im selben Jahr Rang 189.
2017 war er das letzte Mal bei einem Profiturnier aktiv.

## Erfolge
| Legende (Anzahl der Siege)  |
| Grand Slam                  |
| ATP World Tour Finals       |
| ATP World Tour Masters 1000 |
| ATP World Tour 500          |
| ATP World Tour 250          |
| ATP Challenger Tour (4)     |

### Einzel

#### Turniersiege
| Nr. | Datum         | Turnier       | Belag | Finalgegner           | Ergebnis |
| --- | ------------- | ------------- | ----- | --------------------- | -------- |
| 1.  | 15. Juli 2012 | San Benedetto | Sand  | Andreas Haider-Maurer | 6:4, 7:5 |

### Doppel

#### Turniersiege
| Nr. | Datum              | Turnier | Belag | Partner              | Finalgegner                            | Ergebnis          |
| --- | ------------------ | ------- | ----- | -------------------- | -------------------------------------- | ----------------- |
| 1.  | 6. September 2008  | Genua   | Sand  | Walter Trusendi      | Stefano Galvani Domenico Vicini        | 6:2, 7:62         |
| 2.  | 21. September 2008 | Todi    | Sand  | Walter Trusendi      | Alberto Brizzi Alessandro Motti        | 4:6, 7:63, [10:4] |
| 3.  | 13. September 2013 | Meknès  | Sand  | Alessandro Giannessi | Gerard Granollers Jordi Samper Montaña | 7:5, 7:63         |